# جيمس كلانسي فيلان
جيمس كلانسي فيلان (بالإنجليزية: James Clancy Phelan)‏ (21 مايو 1979، ملبورن في أستراليا)؛ روائي أسترالي.